# Leonard Cohen/Auszeichnungen für Musikverkäufe

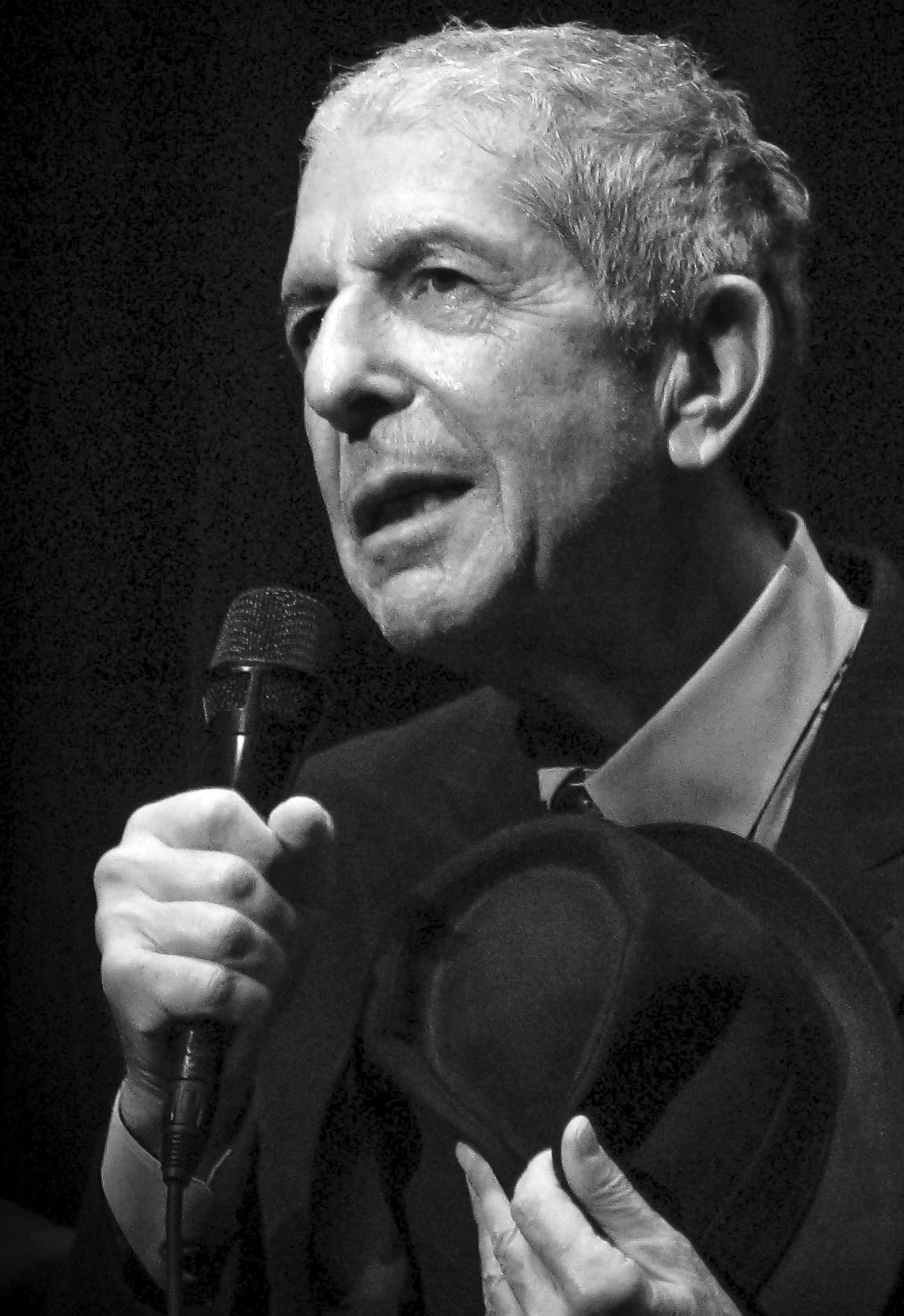
Leonard Cohen, 2008

Dies ist eine Übersicht über die Auszeichnungen für Musikverkäufe des kanadischen Singer-Songwriters Leonard Cohen. Die Auszeichnungen finden sich nach ihrer Art (Gold, Platin usw.), nach Staaten getrennt in chronologischer Reihenfolge, geordnet sowie nach den Tonträgern selbst, ebenfalls in chronologischer Reihenfolge, getrennt nach Medium (Alben, Singles usw.), wieder.

## Auszeichnungen
| - Portugal - 1988: für das Album Various Positions - Vereinigtes Königreich - 1975: für das Album New Skin for the Old Ceremony - 1993: für das Album The Future - 2013: für das Album Dear Heather - 2013: für das Album Various Positions - 2014: für das Album Live in London - 2015: für das Album Popular Problems - 2022: für das Album Songs from a Room - 2022: für die Single Suzanne - 2022: für die Single Hallelujah - 2025: für das Album Songs of Love and Hate - Australien - 2009: für das Videoalbum Live At The Isle Of Wight 1970 - 2009: für das Album The Essential Leonard Cohen 3.0 - 2016: für das Album So Long, Marianne - 2016: für das Album More Best Of - 2016: für das Album Live In London - 2016: für das Album I’m Your Man - 2016: für die Single Hallelujah - 2017: für das Album You Want It Darker - Belgien - 2012: für das Album Old Ideas - 2013: für die Autorenbeteiligung Hallelujah (Jeff Buckley) - Dänemark - 2001: für das Album Ten New Songs - 2004: für das Album Dear Heather - 2014: für das Album Songs of Leonard Cohen - 2019: für die Autorenbeteiligung Hallelujah (Pentatonix) - 2023: für die Single Hallelujah - Deutschland - 1979: für das Album Greatest Hits - 1979: für das Album Songs of Leonard Cohen - 2010: für das Videoalbum Live in London - 2017: für das Album Old Ideas - 2022: für die Autorenbeteiligung Hallelujah (Alexandra Burke) - 2023: für das Album The Essential Leonard Cohen - 2023: für das Album Live in London - 2023: für das Album Songs from the Road - Finnland - 1987: für das Album Various Positions - 1988: für das Album I’m Your Man - 2003: für das Album The Essential Leonard Cohen - 2012: für das Album Old Ideas - Frankreich - 1977: für das Album Songs of Leonard Cohen - 1993: für das Album I’m Your Man - 2002: für das Album Ten New Songs - 2012: für das Album Old Ideas - 2014: für das Album Popular Problems - Irland - 2009: für das Album Live In London - Italien - 2016: für das Album The Essential Leonard Cohen - Neuseeland - 2011: für die Autorenbeteiligung Hallelujah (Jeff Buckley) - 2012: für das Album Old Ideas - 2015: für die Single Hallelujah - 2017: für das Album You Want It Darker - 2018: für das Album Live In London - 2024: für die Single Suzanne - Niederlande - 2009: für das Videoalbum Live in London - 2010: für das Album Live in London - Norwegen - 2004: für das Album Dear Heather - Österreich - 2012: für das Album Old Ideas - 2015: für das Album Popular Problems - 2019: für das Album Thanks for the Dance - Polen - 2004: für das Album Dear Heather - 2010: für das Album Songs from the Road - 2023: für das Album Thanks for the Dance - Portugal - 2010: für das Videoalbum Live in London - Schweden - 1993: für das Album The Future - 2002: für das Album Ten New Songs - 2002: für das Album The Essential Leonard Cohen - 2008: für die Autorenbeteiligung Hallelujah (Jeff Buckley) - 2012: für das Album Old Ideas - 2016: für das Album You Want It Darker - Schweiz - 1980: für das Album Greatest Hits - 1980: für das Album Songs of Leonard Cohen - 2001: für das Album Ten New Songs - 2012: für das Album Old Ideas - 2014: für das Album Popular Problems - Spanien - 1984: für das Album Various Positions - 2002: für das Album Ten New Songs - 2016: für das Album Dear Heather - 2016: für das Album Live in London - 2016: für das Album Old Ideas - 2016: für das Album Songs from the Road - 2016: für das Videoalbum Live in London - 2017: für das Album You Want It Darker - Ungarn - 2016: für das Album Songs from the Road - 2016: für das Album Live In London - 2010: für das Album Greatest Hits - 2014: für das Album Popular Problems - 2016: für das Album You Want It Darker - Vereinigte Staaten - 1989: für das Album Songs of Leonard Cohen - 2000: für das Album Greatest Hits - 2016: für das Album The Essential Leonard Cohen - Vereinigtes Königreich - 2013: für das Album I’m Your Man - 2013: für das Album Old Ideas - 2016: für das Album You Want It Darker - 2017: für das Album Ten New Songs - 2018: für das Album Songs of Leonard Cohen - 2022: für das Videoalbum I’m Your Man | - Australien - 2010: für das Videoalbum Songs from the Road - 2016: für das Album Songs of Leonard Cohen - 2020: für die Autorenbeteiligung Hallelujah (Pentatonix) - Belgien - 2016: für das Album You Want It Darker - Dänemark - 2016: für das Album Popular Problems - 2017: für das Album More Best Of - 2020: für das Album You Want It Darker - 2023: für die Autorenbeteiligung Hallelujah (Jeff Buckley) - Deutschland - 2022: für das Album You Want It Darker - Frankreich - 2002: für das Album Greatest Hits - 2016: für das Album You Want It Darker - Irland - 2010: für das Album Songs from the Road - 2012: für das Album Old Ideas - Italien - 2017: für die Autorenbeteiligung Hallelujah (Jeff Buckley) - 2019: für die Autorenbeteiligung Hallelujah (Pentatonix) - Kanada - 2001: für das Album Ten New Songs - 2009: für das Album Live In London - 2011: für die Autorenbeteiligung Hallelujah Vancouver Winter 2010 (k.d. lang) - 2012: für das Album Old Ideas - 2015: für das Album Popular Problems - 2017: für das Album You Want It Darker - Neuseeland - 2009: für das Videoalbum Live in London - 2017: für das Album The Essential Leonard Cohen - Norwegen - 2002: für das Album Ten New Songs - 2003: für das Album The Essential Leonard Cohen - Österreich - 2016: für das Album You Want It Darker - Polen - 2002: für das Album Ten New Songs - 2002: für das Album More Best Of - 2016: für das Album Popular Problems - 2017: für die Autorenbeteiligung Hallelujah (Pentatonix) - 2018: für das Album Live In London - 2019: für das Album The Essential Leonard Cohen - Portugal - 2009: für das Album Live in London - 2010: für das Album Songs from the Road - Schweden - 1992: für das Album I’m Your Man - Schweiz - 2017: für das Album You Want It Darker - 2019: für die Autorenbeteiligung Hallelujah (Pentatonix) - Spanien - 1987: für das Album I’m Your Man - 2016: für das Album The Essential Leonard Cohen - Vereinigte Staaten - 2018: für die Autorenbeteiligung Hallelujah (Pentatonix) - Vereinigtes Königreich - 2013: für das Album Greatest Hits - 2017: für das Videoalbum Live in London - 2018: für die Autorenbeteiligung Hallelujah (Jeff Buckley) - 2022: für das Album The Essential Leonard Cohen | - Deutschland - 2023: für die Autorenbeteiligung Hallelujah (Pentatonix) - Australien - 2009: für das Album Greatest Hits - 2014: für die Autorenbeteiligung Hallelujah (Jeff Buckley) - 2016: für das Album The Essential Leonard Cohen - Deutschland - 2023: für das Album Greatest Hits (2009) - Kanada - 1993: für das Album The Future - 2019: für die Autorenbeteiligung Hallelujah (Jeff Buckley) - 2025: für das Album I’m Your Man - Polen - 2013: für das Album Old Ideas - Vereinigte Staaten - 2019: für die Autorenbeteiligung Hallelujah (Jeff Buckley) - Dänemark - 2020: für das Album I’m Your Man - Kanada - 2011: für das Videoalbum Live in London - 2022: für die Autorenbeteiligung Hallelujah (Pentatonix) - Polen - 2018: für das Album You Want It Darker - Vereinigtes Königreich - 2023: für die Autorenbeteiligung Hallelujah (Alexandra Burke) - Norwegen - 1998: für das Album I’m Your Man - Australien - 2014: für das Videoalbum Live in London |

## Auszeichnungen nach Alben

### Songs of Leonard Cohen
| Land/Region                  | Auszeichnungen für Musikverkäufe (Land/Region, Auszeichnung, Verkäufe) | Verkäufe  |
| ---------------------------- | ---------------------------------------------------------------------- | --------- |
| Australien (ARIA)            | Platin                                                                 | 70.000    |
| Dänemark (IFPI)              | Gold                                                                   | 40.000    |
| Deutschland (BVMI)           | Gold                                                                   | 250.000   |
| Frankreich (SNEP)            | Gold                                                                   | 100.000   |
| Schweiz (IFPI)               | Gold                                                                   | 25.000    |
| Vereinigte Staaten (RIAA)    | Gold                                                                   | 500.000   |
| Vereinigtes Königreich (BPI) | Gold                                                                   | 100.000   |
| Insgesamt                    | 6× Gold · 1× Platin ·                                                  | 1.085.000 |

### Songs from a Room
| Land/Region                  | Auszeichnungen für Musikverkäufe (Land/Region, Auszeichnung, Verkäufe) | Verkäufe |
| ---------------------------- | ---------------------------------------------------------------------- | -------- |
| Vereinigtes Königreich (BPI) | Silber                                                                 | 60.000   |
| Insgesamt                    | 1× Silber ·                                                            | 60.000   |

### Songs of Love and Hate
| Land/Region                  | Auszeichnungen für Musikverkäufe (Land/Region, Auszeichnung, Verkäufe) | Verkäufe |
| ---------------------------- | ---------------------------------------------------------------------- | -------- |
| Vereinigtes Königreich (BPI) | Silber                                                                 | 60.000   |
| Insgesamt                    | 1× Silber ·                                                            | 60.000   |

### New Skin for the Old Ceremony
| Land/Region                  | Auszeichnungen für Musikverkäufe (Land/Region, Auszeichnung, Verkäufe) | Verkäufe |
| ---------------------------- | ---------------------------------------------------------------------- | -------- |
| Vereinigtes Königreich (BPI) | Silber                                                                 | 60.000   |
| Insgesamt                    | 1× Silber ·                                                            | 60.000   |

### Greatest Hits
| Land/Region                  | Auszeichnungen für Musikverkäufe (Land/Region, Auszeichnung, Verkäufe) | Verkäufe  |
| ---------------------------- | ---------------------------------------------------------------------- | --------- |
| Australien (ARIA)            | 2× Platin                                                              | 140.000   |
| Deutschland (BVMI)           | Gold                                                                   | 250.000   |
| Frankreich (SNEP)            | Platin                                                                 | 300.000   |
| Schweiz (IFPI)               | Gold                                                                   | 25.000    |
| Ungarn (MAHASZ)              | Gold                                                                   | 10.000    |
| Vereinigte Staaten (RIAA)    | Gold                                                                   | 500.000   |
| Vereinigtes Königreich (BPI) | Platin                                                                 | 300.000   |
| Insgesamt                    | 4× Gold · 4× Platin ·                                                  | 1.525.000 |

### Various Positions
| Land/Region                  | Auszeichnungen für Musikverkäufe (Land/Region, Auszeichnung, Verkäufe) | Verkäufe |
| ---------------------------- | ---------------------------------------------------------------------- | -------- |
| Finnland (IFPI)              | Gold                                                                   | 45.147   |
| Portugal (AFP)               | Silber                                                                 | 15.000   |
| Spanien (Promusicae)         | Gold                                                                   | 50.000   |
| Vereinigtes Königreich (BPI) | Silber                                                                 | 60.000   |
| Insgesamt                    | 2× Silber · 2× Gold ·                                                  | 170.147  |

### I’m Your Man
| Land/Region                  | Auszeichnungen für Musikverkäufe (Land/Region, Auszeichnung, Verkäufe) | Verkäufe |
| ---------------------------- | ---------------------------------------------------------------------- | -------- |
| Australien (ARIA)            | Gold                                                                   | 35.000   |
| Dänemark (IFPI)              | 3× Platin                                                              | 30.000   |
| Finnland (IFPI)              | Gold                                                                   | 25.696   |
| Frankreich (SNEP)            | Gold                                                                   | 100.000  |
| Kanada (MC)                  | 2× Platin                                                              | 200.000  |
| Norwegen (IFPI)              | 4× Platin                                                              | 200.000  |
| Schweden (IFPI)              | Platin                                                                 | 100.000  |
| Spanien (Promusicae)         | Platin                                                                 | 100.000  |
| Vereinigtes Königreich (BPI) | Gold                                                                   | 100.000  |
| Insgesamt                    | 4× Gold · 11× Platin ·                                                 | 880.696  |

### So Long, Marianne
| Land/Region       | Auszeichnungen für Musikverkäufe (Land/Region, Auszeichnung, Verkäufe) | Verkäufe |
| ----------------- | ---------------------------------------------------------------------- | -------- |
| Australien (ARIA) | Gold                                                                   | 35.000   |
| Insgesamt         | 1× Gold ·                                                              | 35.000   |

### The Future
| Land/Region                  | Auszeichnungen für Musikverkäufe (Land/Region, Auszeichnung, Verkäufe) | Verkäufe |
| ---------------------------- | ---------------------------------------------------------------------- | -------- |
| Kanada (MC)                  | 2× Platin                                                              | 200.000  |
| Schweden (IFPI)              | Gold                                                                   | 50.000   |
| Vereinigtes Königreich (BPI) | Silber                                                                 | 60.000   |
| Insgesamt                    | 1× Silber · 1× Gold · 2× Platin ·                                      | 310.000  |

### More Best Of
| Land/Region                  | Auszeichnungen für Musikverkäufe (Land/Region, Auszeichnung, Verkäufe) | Verkäufe |
| ---------------------------- | ---------------------------------------------------------------------- | -------- |
| Australien (ARIA)            | Gold                                                                   | 35.000   |
| Dänemark (IFPI)              | Platin                                                                 | 50.000   |
| Polen (ZPAV)                 | Platin                                                                 | 70.000   |
| Vereinigtes Königreich (BPI) | Silber                                                                 | 60.000   |
| Insgesamt                    | 1× Silber · 1× Gold · 2× Platin ·                                      | 215.000  |

### Ten New Songs
| Land/Region                  | Auszeichnungen für Musikverkäufe (Land/Region, Auszeichnung, Verkäufe) | Verkäufe |
| ---------------------------- | ---------------------------------------------------------------------- | -------- |
| Dänemark (IFPI)              | Gold                                                                   | 25.000   |
| Frankreich (SNEP)            | Gold                                                                   | 100.000  |
| Kanada (MC)                  | Platin                                                                 | 100.000  |
| Norwegen (IFPI)              | Platin                                                                 | 50.000   |
| Polen (ZPAV)                 | Platin                                                                 | 100.000  |
| Schweden (IFPI)              | Gold                                                                   | 30.000   |
| Schweiz (IFPI)               | Gold                                                                   | 20.000   |
| Spanien (Promusicae)         | Gold                                                                   | 50.000   |
| Vereinigtes Königreich (BPI) | Gold                                                                   | 100.000  |
| Insgesamt                    | 6× Gold · 3× Platin ·                                                  | 575.000  |

### The Essential Leonard Cohen
| Land/Region                  | Auszeichnungen für Musikverkäufe (Land/Region, Auszeichnung, Verkäufe) | Verkäufe  |
| ---------------------------- | ---------------------------------------------------------------------- | --------- |
| Australien (ARIA)            | 2× Platin                                                              | 140.000   |
| Deutschland (BVMI)           | Gold                                                                   | 100.000   |
| Finnland (IFPI)              | Gold                                                                   | 17.896    |
| Italien (FIMI)               | Gold                                                                   | 25.000    |
| Neuseeland (RMNZ)            | Platin                                                                 | 15.000    |
| Norwegen (IFPI)              | Platin                                                                 | 47.000    |
| Polen (ZPAV)                 | Platin                                                                 | 20.000    |
| Schweden (IFPI)              | Gold                                                                   | 30.000    |
| Spanien (Promusicae)         | Platin                                                                 | 100.000   |
| Vereinigte Staaten (RIAA)    | Gold                                                                   | 500.000   |
| Vereinigtes Königreich (BPI) | Platin                                                                 | 300.000   |
| Insgesamt                    | 5× Gold · 7× Platin ·                                                  | 1.277.896 |

### Dear Heather
| Land/Region                  | Auszeichnungen für Musikverkäufe (Land/Region, Auszeichnung, Verkäufe) | Verkäufe |
| ---------------------------- | ---------------------------------------------------------------------- | -------- |
| Dänemark (IFPI)              | Gold                                                                   | 20.000   |
| Norwegen (IFPI)              | Gold                                                                   | 20.000   |
| Polen (ZPAV)                 | Gold                                                                   | 20.000   |
| Spanien (Promusicae)         | Gold                                                                   | 50.000   |
| Vereinigtes Königreich (BPI) | Silber                                                                 | 60.000   |
| Insgesamt                    | 1× Silber · 4× Gold ·                                                  | 170.000  |

### The Essential Leonard Cohen 3.0
| Land/Region       | Auszeichnungen für Musikverkäufe (Land/Region, Auszeichnung, Verkäufe) | Verkäufe |
| ----------------- | ---------------------------------------------------------------------- | -------- |
| Australien (ARIA) | Gold                                                                   | 35.000   |
| Insgesamt         | 1× Gold ·                                                              | 35.000   |

### Live in London
| Land/Region                  | Auszeichnungen für Musikverkäufe (Land/Region, Auszeichnung, Verkäufe) | Verkäufe |
| ---------------------------- | ---------------------------------------------------------------------- | -------- |
| Australien (ARIA)            | Gold                                                                   | 35.000   |
| Deutschland (BVMI)           | Gold                                                                   | 100.000  |
| Irland (IRMA)                | Gold                                                                   | 7.500    |
| Kanada (MC)                  | Platin                                                                 | 80.000   |
| Neuseeland (RMNZ)            | Gold                                                                   | 7.500    |
| Niederlande (NVPI)           | Gold                                                                   | 25.000   |
| Polen (ZPAV)                 | Platin                                                                 | 20.000   |
| Portugal (AFP)               | Platin                                                                 | 20.000   |
| Spanien (Promusicae)         | Gold                                                                   | 40.000   |
| Ungarn (MAHASZ)              | Gold                                                                   | 3.000    |
| Vereinigtes Königreich (BPI) | Silber                                                                 | 60.000   |
| Insgesamt                    | 1× Silber · 7× Gold · 3× Platin ·                                      | 398.000  |

### Greatest Hits (2009)
| Land/Region        | Auszeichnungen für Musikverkäufe (Land/Region, Auszeichnung, Verkäufe) | Verkäufe |
| ------------------ | ---------------------------------------------------------------------- | -------- |
| Deutschland (BVMI) | 2× Platin                                                              | 400.000  |
| Insgesamt          | 2× Platin ·                                                            | 400.000  |

### Songs from the Road
| Land/Region          | Auszeichnungen für Musikverkäufe (Land/Region, Auszeichnung, Verkäufe) | Verkäufe |
| -------------------- | ---------------------------------------------------------------------- | -------- |
| Deutschland (BVMI)   | Gold                                                                   | 100.000  |
| Polen (ZPAV)         | Gold                                                                   | 10.000   |
| Portugal (AFP)       | Platin                                                                 | 20.000   |
| Spanien (Promusicae) | Gold                                                                   | 30.000   |
| Ungarn (MAHASZ)      | Gold                                                                   | 3.000    |
| Insgesamt            | 4× Gold · 1× Platin ·                                                  | 163.000  |

### Old Ideas
| Land/Region                  | Auszeichnungen für Musikverkäufe (Land/Region, Auszeichnung, Verkäufe) | Verkäufe |
| ---------------------------- | ---------------------------------------------------------------------- | -------- |
| Belgien (BRMA)               | Gold                                                                   | 15.000   |
| Deutschland (BVMI)           | Gold                                                                   | 100.000  |
| Finnland (IFPI)              | Gold                                                                   | 18.605   |
| Frankreich (SNEP)            | Gold                                                                   | 50.000   |
| Irland (IRMA)                | Platin                                                                 | 15.000   |
| Kanada (MC)                  | Platin                                                                 | 80.000   |
| Neuseeland (RMNZ)            | Gold                                                                   | 7.500    |
| Österreich (IFPI)            | Gold                                                                   | 10.000   |
| Polen (ZPAV)                 | 2× Platin                                                              | 40.000   |
| Schweden (IFPI)              | Gold                                                                   | 20.000   |
| Schweiz (IFPI)               | Gold                                                                   | 15.000   |
| Spanien (Promusicae)         | Gold                                                                   | 20.000   |
| Ungarn (MAHASZ)              | Gold                                                                   | 3.000    |
| Vereinigtes Königreich (BPI) | Gold                                                                   | 100.000  |
| Insgesamt                    | 11× Gold · 4× Platin ·                                                 | 474.105  |

### Popular Problems
| Land/Region                  | Auszeichnungen für Musikverkäufe (Land/Region, Auszeichnung, Verkäufe) | Verkäufe |
| ---------------------------- | ---------------------------------------------------------------------- | -------- |
| Dänemark (IFPI)              | Platin                                                                 | 20.000   |
| Frankreich (SNEP)            | Gold                                                                   | 50.000   |
| Kanada (MC)                  | Platin                                                                 | 80.000   |
| Österreich (IFPI)            | Gold                                                                   | 10.000   |
| Polen (ZPAV)                 | Platin                                                                 | 20.000   |
| Schweiz (IFPI)               | Gold                                                                   | 15.000   |
| Ungarn (MAHASZ)              | Gold                                                                   | 3.000    |
| Vereinigtes Königreich (BPI) | Silber                                                                 | 60.000   |
| Insgesamt                    | 1× Silber · 4× Gold · 3× Platin ·                                      | 258.000  |

### You Want It Darker
| Land/Region                  | Auszeichnungen für Musikverkäufe (Land/Region, Auszeichnung, Verkäufe) | Verkäufe |
| ---------------------------- | ---------------------------------------------------------------------- | -------- |
| Australien (ARIA)            | Gold                                                                   | 35.000   |
| Belgien (BRMA)               | Platin                                                                 | 30.000   |
| Dänemark (IFPI)              | Platin                                                                 | 20.000   |
| Deutschland (BVMI)           | Platin                                                                 | 200.000  |
| Frankreich (SNEP)            | Platin                                                                 | 100.000  |
| Kanada (MC)                  | Platin                                                                 | 106.000  |
| Neuseeland (RMNZ)            | Gold                                                                   | 7.500    |
| Österreich (IFPI)            | Platin                                                                 | 15.000   |
| Polen (ZPAV)                 | 3× Platin                                                              | 60.000   |
| Schweden (IFPI)              | Gold                                                                   | 20.000   |
| Schweiz (IFPI)               | Platin                                                                 | 20.000   |
| Spanien (Promusicae)         | Gold                                                                   | 20.000   |
| Ungarn (MAHASZ)              | Gold                                                                   | 3.000    |
| Vereinigtes Königreich (BPI) | Gold                                                                   | 100.000  |
| Insgesamt                    | 6× Gold · 10× Platin ·                                                 | 736.500  |

### Thanks for the Dance
| Land/Region       | Auszeichnungen für Musikverkäufe (Land/Region, Auszeichnung, Verkäufe) | Verkäufe |
| ----------------- | ---------------------------------------------------------------------- | -------- |
| Österreich (IFPI) | Gold                                                                   | 7.500    |
| Polen (ZPAV)      | Gold                                                                   | 10.000   |
| Insgesamt         | 2× Gold ·                                                              | 17.500   |

## Auszeichnungen nach Singles

### Suzanne
| Land/Region                  | Auszeichnungen für Musikverkäufe (Land/Region, Auszeichnung, Verkäufe) | Verkäufe |
| ---------------------------- | ---------------------------------------------------------------------- | -------- |
| Neuseeland (RMNZ)            | Gold                                                                   | 15.000   |
| Vereinigtes Königreich (BPI) | Silber                                                                 | 200.000  |
| Insgesamt                    | 1× Silber · 1× Gold ·                                                  | 215.000  |

### Hallelujah
| Land/Region                  | Auszeichnungen für Musikverkäufe (Land/Region, Auszeichnung, Verkäufe) | Verkäufe |
| ---------------------------- | ---------------------------------------------------------------------- | -------- |
| Australien (ARIA)            | Gold                                                                   | 35.000   |
| Dänemark (IFPI)              | Gold                                                                   | 45.000   |
| Neuseeland (RMNZ)            | Gold                                                                   | 7.500    |
| Vereinigtes Königreich (BPI) | Silber                                                                 | 200.000  |
| Insgesamt                    | 1× Silber · 3× Gold ·                                                  | 287.500  |

## Auszeichnungen nach Videoalben

### Live in London
| Land/Region                  | Auszeichnungen für Musikverkäufe (Land/Region, Auszeichnung, Verkäufe) | Verkäufe |
| ---------------------------- | ---------------------------------------------------------------------- | -------- |
| Australien (ARIA)            | 5× Platin                                                              | 75.000   |
| Deutschland (BVMI)           | Gold                                                                   | 25.000   |
| Finnland (IFPI)              | —                                                                      | 2.591    |
| Kanada (MC)                  | 3× Platin                                                              | 30.000   |
| Neuseeland (RMNZ)            | Platin                                                                 | 5.000    |
| Niederlande (NVPI)           | Gold                                                                   | 30.000   |
| Portugal (AFP)               | Gold                                                                   | 4.000    |
| Spanien (Promusicae)         | Gold                                                                   | 10.000   |
| Vereinigtes Königreich (BPI) | Platin                                                                 | 50.000   |
| Insgesamt                    | 4× Gold · 10× Platin ·                                                 | 231.591  |

### Live At The Isle Of Wight 1970
| Land/Region       | Auszeichnungen für Musikverkäufe (Land/Region, Auszeichnung, Verkäufe) | Verkäufe |
| ----------------- | ---------------------------------------------------------------------- | -------- |
| Australien (ARIA) | Gold                                                                   | 7.500    |
| Insgesamt         | 1× Gold ·                                                              | 7.500    |

### Songs from the Road
| Land/Region       | Auszeichnungen für Musikverkäufe (Land/Region, Auszeichnung, Verkäufe) | Verkäufe |
| ----------------- | ---------------------------------------------------------------------- | -------- |
| Australien (ARIA) | Platin                                                                 | 15.000   |
| Insgesamt         | 1× Platin ·                                                            | 15.000   |

### I’m Your Man
| Land/Region                  | Auszeichnungen für Musikverkäufe (Land/Region, Auszeichnung, Verkäufe) | Verkäufe |
| ---------------------------- | ---------------------------------------------------------------------- | -------- |
| Vereinigtes Königreich (BPI) | Gold                                                                   | 25.000   |
| Insgesamt                    | 1× Gold ·                                                              | 25.000   |

## Auszeichnungen nach Autorenbeteiligungen und Produktionen

### Hallelujah(Jeff Buckley)
| Land/Region                  | Auszeichnungen für Musikverkäufe (Land/Region, Auszeichnung, Verkäufe) | Verkäufe  |
| ---------------------------- | ---------------------------------------------------------------------- | --------- |
| Australien (ARIA)            | 2× Platin                                                              | 140.000   |
| Belgien (BRMA)               | Gold                                                                   | 15.000    |
| Dänemark (IFPI)              | Platin                                                                 | 90.000    |
| Italien (FIMI)               | Platin                                                                 | 50.000    |
| Kanada (MC)                  | 2× Platin                                                              | 160.000   |
| Neuseeland (RMNZ)            | Gold                                                                   | 7.500     |
| Schweden (IFPI)              | Gold                                                                   | 20.000    |
| Vereinigte Staaten (RIAA)    | 2× Platin                                                              | 2.000.000 |
| Vereinigtes Königreich (BPI) | Platin                                                                 | 600.000   |
| Insgesamt                    | 3× Gold · 9× Platin ·                                                  | 3.082.500 |

### Hallelujah Vancouver Winter 2010(k.d. lang)
| Land/Region | Auszeichnungen für Musikverkäufe (Land/Region, Auszeichnung, Verkäufe) | Verkäufe |
| ----------- | ---------------------------------------------------------------------- | -------- |
| Kanada (MC) | Platin                                                                 | 80.000   |
| Insgesamt   | 1× Platin ·                                                            | 80.000   |

### Hallelujah(Alexandra Burke)
| Land/Region                  | Auszeichnungen für Musikverkäufe (Land/Region, Auszeichnung, Verkäufe) | Verkäufe  |
| ---------------------------- | ---------------------------------------------------------------------- | --------- |
| Deutschland (BVMI)           | Gold                                                                   | 150.000   |
| Vereinigtes Königreich (BPI) | 3× Platin                                                              | 1.800.000 |
| Insgesamt                    | 1× Gold · 3× Platin ·                                                  | 1.950.000 |

### Hallelujah(Pentatonix)
| Land/Region               | Auszeichnungen für Musikverkäufe (Land/Region, Auszeichnung, Verkäufe) | Verkäufe  |
| ------------------------- | ---------------------------------------------------------------------- | --------- |
| Australien (ARIA)         | Platin                                                                 | 70.000    |
| Dänemark (IFPI)           | Gold                                                                   | 45.000    |
| Deutschland (BVMI)        | 3× Gold                                                                | 600.000   |
| Italien (FIMI)            | Platin                                                                 | 50.000    |
| Kanada (MC)               | 3× Platin                                                              | 240.000   |
| Polen (ZPAV)              | Platin                                                                 | 20.000    |
| Schweiz (IFPI)            | Platin                                                                 | 30.000    |
| Vereinigte Staaten (RIAA) | Platin                                                                 | 1.000.000 |
| Insgesamt                 | 2× Gold · 9× Platin ·                                                  | 2.055.000 |

## Statistik und Quellen
| Land/RegionAuszeichnungen für Musikverkäufe (Land/Region, Auszeichnungen, Verkäufe, Quellen) | Silber       | Gold       | Platin       | Verkäufe  | Quellen                       |
| -------------------------------------------------------------------------------------------- | ------------ | ---------- | ------------ | --------- | ----------------------------- |
| Australien (ARIA)                                                                            | —            | 8× Gold8   | 14× Platin14 | 902.500   | aria.com.au                   |
| Belgien (BRMA)                                                                               | —            | 2× Gold2   | Platin1      | 60.000    | ultratop.be                   |
| Dänemark (IFPI)                                                                              | —            | 5× Gold5   | 7× Platin7   | 385.000   | ifpi.dk                       |
| Deutschland (BVMI)                                                                           | —            | 9× Gold9   | 4× Platin4   | 2.275.000 | musikindustrie.de             |
| Finnland (IFPI)                                                                              | —            | 4× Gold4   | —            | 109.935   | ifpi.fi                       |
| Frankreich (SNEP)                                                                            | —            | 5× Gold5   | 2× Platin2   | 1.240.000 | infodisc.fr snepmusique.com   |
| Irland (IRMA)                                                                                | —            | Gold1      | 2× Platin2   | 22.500    | irishcharts.ie                |
| Italien (FIMI)                                                                               | —            | Gold1      | 2× Platin2   | 125.000   | fimi.it                       |
| Kanada (MC)                                                                                  | —            | —          | 18× Platin18 | 1.356.000 | musiccanada.com               |
| Neuseeland (RMNZ)                                                                            | —            | 6× Gold6   | 2× Platin2   | 72.500    | aotearoamusiccharts.co.nz NZ2 |
| Niederlande (NVPI)                                                                           | —            | 2× Gold2   | —            | 55.000    | nvpi.nl                       |
| Norwegen (IFPI)                                                                              | —            | Gold1      | 6× Platin6   | 297.000   | ifpi.no                       |
| Österreich (IFPI)                                                                            | —            | 3× Gold3   | Platin1      | 42.500    | ifpi.at                       |
| Polen (ZPAV)                                                                                 | —            | 3× Gold3   | 11× Platin11 | 390.000   | olis.pl                       |
| Portugal (AFP)                                                                               | Silber1      | Gold1      | 2× Platin2   | 59.000    | Einzelnachweise               |
| Schweden (IFPI)                                                                              | —            | 6× Gold6   | Platin1      | 280.000   | sverigetopplistan.se          |
| Schweiz (IFPI)                                                                               | —            | 5× Gold5   | 2× Platin2   | 150.000   | hitparade.ch                  |
| Spanien (Promusicae)                                                                         | —            | 8× Gold8   | 2× Platin2   | 470.000   | elportaldemusica.es ES2       |
| Ungarn (MAHASZ)                                                                              | —            | 5× Gold5   | —            | 25.000    | slagerlistak.hu               |
| Vereinigte Staaten (RIAA)                                                                    | —            | 3× Gold3   | 3× Platin3   | 4.500.000 | riaa.com                      |
| Vereinigtes Königreich (BPI)                                                                 | 10× Silber10 | 6× Gold6   | 7× Platin7   | 4.515.000 | bpi.co.uk                     |
| Insgesamt                                                                                    | 11× Silber11 | 84× Gold84 | 87× Platin87 |           |                               |